# Ctenogobius phenacus
Ctenogobius phenacus is een straalvinnige vissensoort uit de familie van de grondels (Gobiidae). De wetenschappelijke naam van de soort is voor het eerst geldig gepubliceerd in 1987 door Pezold & Lasala S..